# Бредин, Патрисия
Патри́сия «Пэт» Макка́ллох-Бре́дин (англ. Patricia «Pat» McCulloch-Bredin; 14 февраля 1935, Кингстон-апон-Халл, Йоркшир и Хамбер — 13 августа 2023, Новая Шотландия) — британская певица, актриса, писательница и романистка. Первая представительница Великобритании на конкурсе песни «Евровидение-1957».

## Биография
Родилась 14 февраля 1935 года в Кингстон-апон-Халле.

### Начало карьеры и «Евровидение»
Она играла роль Молли, островной девушки, в оригинальном составе мюзикла «Свободный как воздух» в 1957 году. В том же году, стала победителем британского национального отбора с песней «All», став первым представителем Великобритании на конкурсе песни «Евровидение», проходившем в немецком Франкфурте-на-Майне, где она заняла седьмое место с 6 баллами. До 2015 года, её песня, являлась одной из самых коротких на конкурсе, всего 1 минута и 52 секунды, пока этот рекорд не побила финская панк-группа «Pertti Kurikan Nimipäivät» с песней «Aina mun pitää», уложившись за 1 минуту и 27 секунд. 

### Дальнейшая карьера
В 1959 году она снялась в британском комедийном фильме «Слева направо и в центре» с Иэном Кармайклом. Британские экспоненты признали ее одной из самых многообещающих новых звезд Великобритании наряду с Питером Селлерсом и Хейли Миллс. В 1961 году она сыграла главную роль в другом приключенческом фильме того времени «Сокровище Монте-Кристо», а также снялась вместе с Сидом Джеймсом в фильме «Пустынные мыши». Бредин сменила Джули Эндрюс в роли Гиневры в бродвейской постановке «Камелот». Она играла эту роль с 16 апреля 1962 года, пока три месяца спустя ее не заменила Джанет Павек.

### Смерть
Скончалась 13 августа 2023 года в Новой Шотландии в возрасте 88 лет.

## Личная жизнь
- Первый муж (1964—1966): Айвор Эммануэль (1927—2007), певец.
- Второй муж (1979) — Чарльз МакКаллох, бизнесмен, скончался во время медового месяца.

## Дискография

### Синглы
- 1957 — «All» (сольно и совместно с Малкольмом Локьером)

## Фильмография
- 1955 — «Отель для отдыха»
- 1957 — «Двойная шестерка»
- 1957 — «Мелодия понедельника»
- 1957 — «На сцене - Лондон»
- 1958-1960 — «Песня для всех»
- 1958-1966 — «Старые добрые времена»
- 1958 — «Отпуск в августе»
- 1958 — «Айвенго»
- 1958 — «Субботнее шоу»
- 1959-1960 — «Жюри музыкального автомата»
- 1959 — «Слева направо и в центре»
- 1959 — «Пустынные мыши»
- 1959 — «Заработай мне миллион»
- 1959 — «Свадебная дорожка»
- 1960 — «Чарли Дрейк»
- 1960 — «Расс Конуэй»
- 1961 — «Сокровище Монте-Кристо»
- 1963 — «Комедийная коробочка для оркестра»
- 1963 — «Мистический театр Эдгара Уоллеса»
- 1963 — «Обладать и удерживать»
- 1964 — «ITV Пьеса недели»
- 1964 — «90 лет спустя»
- 1966 — «Загадай желание на поперечной косточке»'
- 1967 — «Тити-Пу»
- 1969 — «Джон Хэнсон поет»
- 2006 — «Boom Bang-a-Bang! 50 Years of Eurovision» (архив)
- 2016 — «Би-би-си Смотрит на север: Йоркшир»